# 44263 Nansouty
44263 Nansouty este un asteroid din centura principală de asteroizi.

## Descriere
44263 Nansouty este un asteroid din centura principală de asteroizi. A fost descoperit pe 28 august 1998 la Dax de P. Dupouy și F. Marechal. Asteroidul prezintă o orbită caracterizată de o semiaxă mare de 2,75 ua, o excentricitate de 0,14 și o înclinație de 8,3° în raport cu ecliptica.